# Championnats d'Europe de judo 1984
Navigation
Édition précédente Édition suivante
La 33e édition des championnats d'Europe de judo s'est déroulée du 3 au 6 mai 1984 à Liège, en Belgique, pour les épreuves individuelles masculines. Pour ce qui est de la compétition par équipes, elle a eu lieu à Paris, le 26 octobre 1984 (voir article connexe).
 Les championnats d'Europe féminins, toujours dissociés de l’épreuve masculine, ont été organisés en Allemagne de l'Ouest, en mars de la même année (voir article connexe).

## Résultats
| Épreuves             | Or                              | Argent                    | Bronze                                       |
| -------------------- | ------------------------------- | ------------------------- | -------------------------------------------- |
| - 60 kg super-légers | Khazret Tletseri (URS)          | Felice Mariani (ITA)      | Patrick Roux (FRA) Carlos Sotillo (ESP)      |
| - 65 kg mi-légers    | Marc Alexandre (FRA)            | Jaroslaw Kriz (TCH)       | Stephen Gawthorpe (GBR) Luc Chanson (SUI)    |
| - 71 kg légers       | Tamazi Namalguan (URS)          | Serge Dyot (FRA)          | Joaquín Ruiz (ESP) Istvan Nagy (ROU)         |
| - 78 kg mi-moyens    | Neil Adams (GBR)                | Dennis Fogarasi (HUN)     | Michel Nowak (FRA) Yuri Merkulov (URS)       |
| - 86 kg moyens       | Vitaly Pesnyak (URS)            | Roland Borawski (GDR)     | Ben Spijkers (NED) Peter Seisenbacher (AUT)  |
| - 95 kg mi-lourds    | Günter Neureuther (FRG)         | Robert Van De Walle (BEL) | Robert Köstenberger (AUT) Roger Vachon (FRA) |
| + 95 kg lourds       | Alexander Von der Groeben (FRG) | Dietmar Pufahl (GDR)      | Willy Wilhelm (NED) Vladimir Kocman (TCH)    |
| Toutes catégories    | Angelo Parisi (FRA)             | Grigory Verichev (URS)    | Mihai Cioc (ROU) Robert Van De Walle (BEL)   |

## Tableau des médailles
| Rang | Nation               | Or | Argent | Bronze | Total |
| ---- | -------------------- | -- | ------ | ------ | ----- |
| 1    | Union soviétique     | 3  | 1      | 1      | 5     |
| 2    | France               | 2  | 1      | 3      | 6     |
| 3    | Allemagne de l'Ouest | 2  | 0      | 0      | 2     |
| 4    | Royaume-Uni          | 1  | 0      | 1      | 2     |
| 5    | Allemagne de l'Est   | 0  | 2      | 0      | 2     |
| 6    | Tchécoslovaquie      | 0  | 1      | 1      | 2     |
| 6    | Belgique             | 0  | 1      | 1      | 2     |
| 8    | Hongrie              | 0  | 1      | 0      | 1     |
| 8    | Italie               | 0  | 1      | 0      | 1     |
| 10   | Autriche             | 0  | 0      | 2      | 2     |
| 10   | Espagne              | 0  | 0      | 2      | 2     |
| 10   | Pays-Bas             | 0  | 0      | 2      | 2     |
| 10   | Roumanie             | 0  | 0      | 2      | 2     |
| 14   | Suisse               | 0  | 0      | 1      | 1     |
|      |                      | 8  | 8      | 16     | 32    |

## Sources
- Podiums complets sur le site JudoInside.com.

- Podiums complets sur le site alljudo.net.

- Podiums complets sur le site Les-Sports.info.